# Espino de la Orbada
Espino de la Orbada est une commune de la province de Salamanque dans la communauté autonome de Castille-et-León en Espagne.